# 조소혜
조소혜(曺小惠, 1956년 12월 28일 ~ 2006년 5월 24일)는 대한민국의 드라마 작가이다.
전라남도 화순에서 태어나 광주여자상업고등학교를 졸업한 후 은행에서 근무하다가 1984년 KBS 드라마게임 《선택》으로 데뷔하였다. 이후 《젊은이의 양지》, 《첫사랑》 등의 작품을 집필하였다. 
2006년 5월 24일 지병인 간암으로 향년 51세로 별세하였다. 집필중이던 《맨발의 청춘》의 시청률 부진에 대해 괴로워했던 것으로 알려졌다.

## 작품
- 드라마게임 - 〈선택〉 (1984년, KBS2) 외 다수
- TV문학관 - 〈타인의 목소리〉 (1985년, KBS1) 외 다수
- MBC 베스트셀러극장 - 〈이브의 사랑〉 (1987년, MBC)
- 《그대의 초상》(1986년, KBS2)
- 《그 해 겨울은 따뜻했네》(1988년, KBS2)
- 《잠들지 않는 나무》(1989년, MBC)
- 《끝없는 사랑》(1989년, KBS2)
- 《어둔 하늘 어둔 새》(1990년, MBC)
- 《가을꽃 겨울나무》(1991년, KBS2)
- 《억새 바람》(1992년~1993년, MBC)
- 《희망》(1993년, KBS2)
- 《그대 있음에》 (1994년,  KBS2)
- 《젊은이의 양지》(1995년, KBS2)
- 《첫사랑》(1996년~1997년, KBS2)
- 《종이학》(1998년~1999년, KBS2)
- 《엄마야 누나야》(2000년~2001년, MBC)
- 《회전목마》(2003년~2004년, MBC)
- 《맨발의 청춘》(2005년, MBC)

## 수상 경력
- 2006년 MBC 연기대상 TV부문 공로상